# Corentin Celton (Métro Paris)
Corentin Celton [kɔʁɑ̃tɛ̃ sɛltɔ̃] ist eine unterirdische Station der Linie 12 der Pariser Métro.

## Lage
Die Station befindet sich im Pariser Vorort Issy-les-Moulineaux. Sie liegt längs unter der Rue Ernest-Renan unmittelbar östlich der Place Paul-Vaillant-Couturier.

## Name
Benannt ist die Station nach dem Hôpital Corentin-Celton, einem nahe gelegenen Krankenhaus, das bis 1945 als Hôpital des Petits-Ménages bezeichnet wurde. Am 9. Februar 1945 wurde es zu Ehren des Widerstandskämpfers Corentin Celton umbenannt, der während der Besetzung Frankreichs im Zweiten Weltkrieg von der deutschen Besatzungsmacht in der Festungsanlage auf dem Mont Valérien hingerichtet wurde. Bis Oktober 1945 trug die auch Métrostation den Namen Petits-Ménages.

## Geschichte und Beschreibung

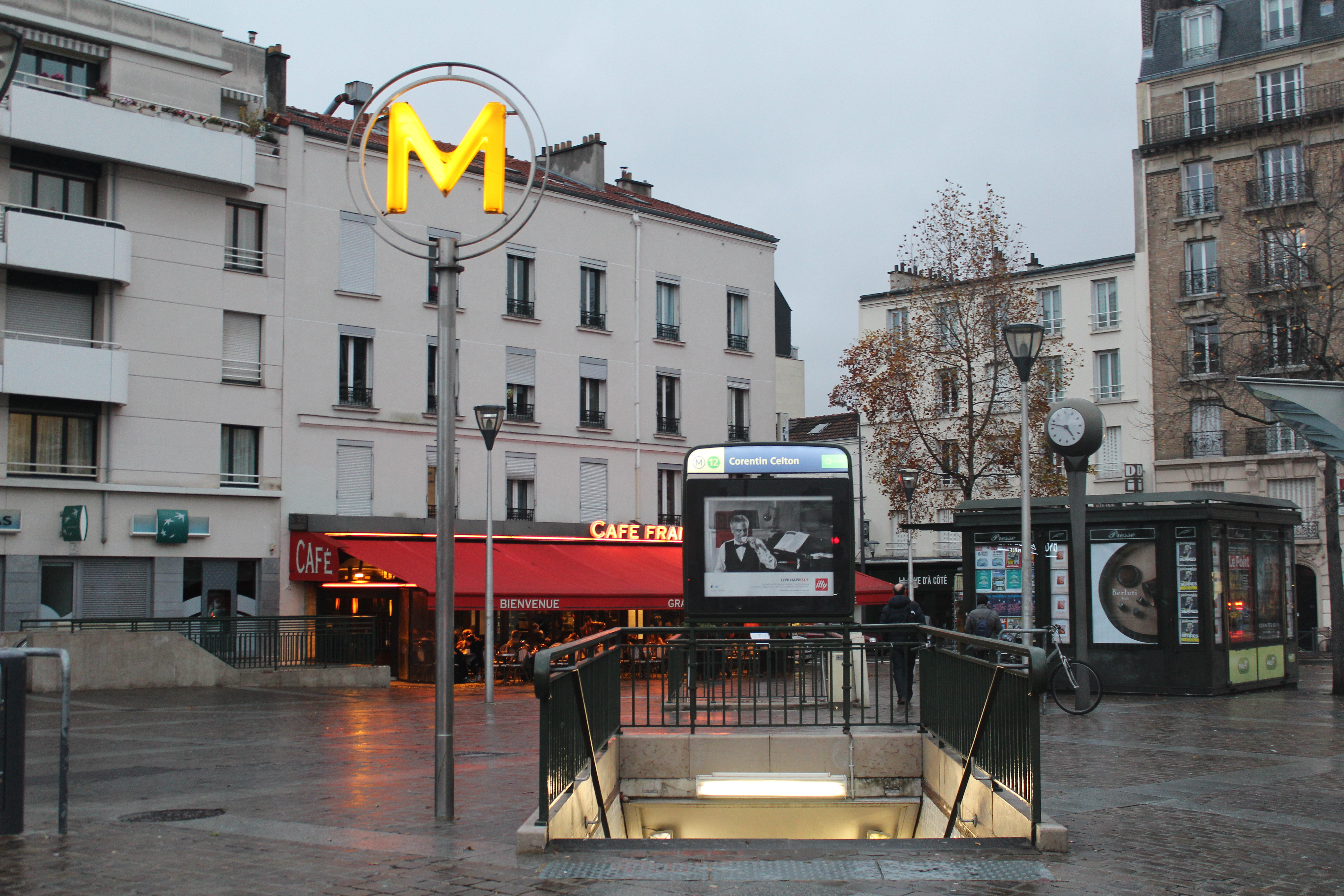
Zugang am Boulevard Gambetta

Die Station wurde am 24. März 1934 in Betrieb genommen, als der letzte Abschnitt der Linie 12 von der Station Porte de Versailles weiter in Richtung Süden bis zur heutigen südlichen Endstation Mairie d’Issy eröffnet wurde.
Unter einem elliptischen Gewölbe liegen zwei Seitenbahnsteige an zwei Streckengleisen. Die Station weist die ursprüngliche Pariser Standardlänge von 75 m, ausreichend für Fünf-Wagen-Züge, auf. Obwohl die Station erst nach der Übernahme der Société du chemin de fer électrique souterrain Nord-Sud de Paris (Nord-Sud) durch die Compagnie du chemin de fer métropolitain de Paris (CMP) in Betrieb ging, folgen die Seitenwände nicht CMP-typisch der Krümmung der Ellipse, sondern verlaufen im unteren Bereich senkrecht. Wegen der zunächst auf den Strecken der Nord-Sud vorhandenen Oberleitung ist sie zudem geringfügig höher als die unter ähnlichen Gewölben liegenden Stationen der CMP. Das Dekor entspricht hingegen bereits jenem der schlichteren CMP-Variante.
Zwei Zugänge der Station liegen am Boulevard Gambetta (durch einen Mast markiert, der ein gelbes „M“ in einem Doppelkreis trägt) und der Rue Ernest-Renan. An der Place Paul-Vaillant Couturier existiert eine Rolltreppe ausschließlich als Ausgang.

## Fahrzeuge

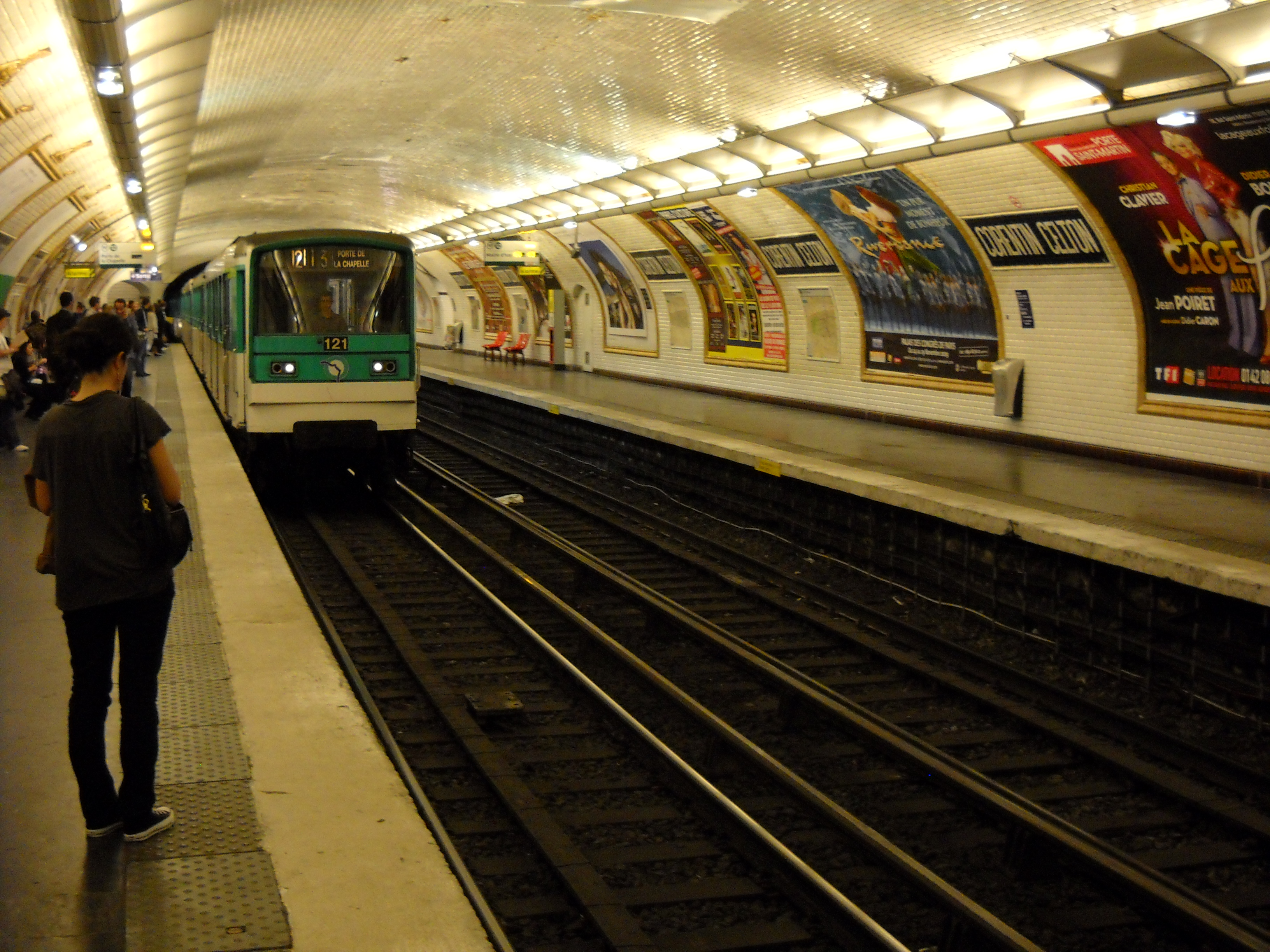
Zug der Baureihe MF 67 bei der Einfahrt in Richtung Norden (2009)

Auf der Linie 12 verkehrten zunächst Züge der Nord-Sud-Bauart Sprague-Thomson, die sich in mehreren Punkten von den Sprague-Thomson-Fahrzeugen der CMP unterschieden. Auffallendes Merkmal war die Stromversorgung des führenden Triebwagens mittels eines Pantographen. Nach der Übernahme der Nord-Sud durch die CMP wurde diese Betriebsform in den 1930er Jahren aufgegeben. In den 1970er Jahren schieden die Nord-Sud-Züge zugunsten der Sprague-Thomson-Regelbauart aus, 1977 kamen dann moderne Züge der Baureihe MF 67 auf die Strecke.